# Хандрига Олександр Якович
Олександр Якович Хандрига (нар. 17 листопада 1954 — пом. 8 жовтня 1992) — український футзальний функціонер, начальник футзального клубу «Механізатор», один з ініціаторів і голова Союзу міні-футбольних клубів України.

## Життєпис
Олександр Хандрига є одним із засновників футзального клубу «Механізатор», разом з Олегом Зеліксоном та Ігорем Рудольфом. Клуб був створений 1987 року, а вже через три роки під керівництвом Хандриги, який займав посаду начальника команди, став чемпіоном УРСР і володарем Кубку УРСР. Ще через рік «Механізатор» став єдиним володарем Кубку СРСР з міні-футболу.
У 1991 році радянські засоби масової інформації відзначали, що Олександр Хандрига був одним з найвидатніших ініціаторів та ідейних натхненників футзалу в Україні, поряд з Семеном Миколайовичем Андрєєвим, який розвивав футзал у Росії. Призначений тренером збірної СРСР з aenpfke, Андрєєв залучив Хандригу як свого асистента в тренерському штабі національної збірної.
У 1990 році Олександр Хандрига стає керівником створеного в Дніпропетровську Союзу міні-футбольних клубів України. Організація займалася розвитком футзалу в Україні до 1993 року. У 1991 році Хандрига також входить до складу комітету з міні-футболу Федерації футболу СРСР.
Олександр Хандрига загинув у 1992 році.
У 1993 році в Дніпропетровську пройшов міні-футбольний турнір пам'яті Олександра Хандриги, який завершився перемогою дніпропетровського «Механізатора». З тих пір турнір став традиційним і проводився декілька разів. 16 грудня 2011 року пройшов матч пам'яті Олександра Хандриги та Костянтина Єрьоменка, видатного футзаліста, відомого виступами за дніпропетровський «Механізатор» і московську «Діну».